# おおきいあかい クリフォード

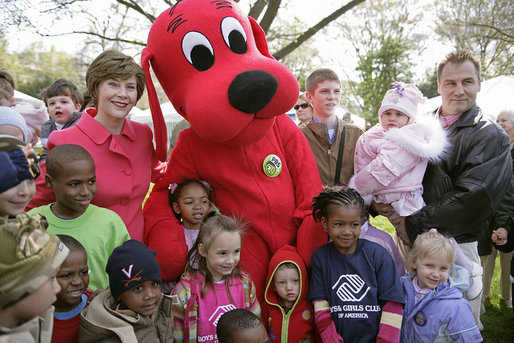
左ローラ・ブッシュと中クリフォードと子供たちとともに。2007年のホワイトハウスでの卵転がしにて撮影。

「おおきいあかい クリフォード」（Clifford the Big Red Dog)は、 アメリカの児童文学作家ノーマン・ブリッドウェルが1963年から発表し始めた児童文学作品である。このシリーズのヒットによって、出版元のスカラスティック・ブックス(Scholastic Press)も大きくなった。

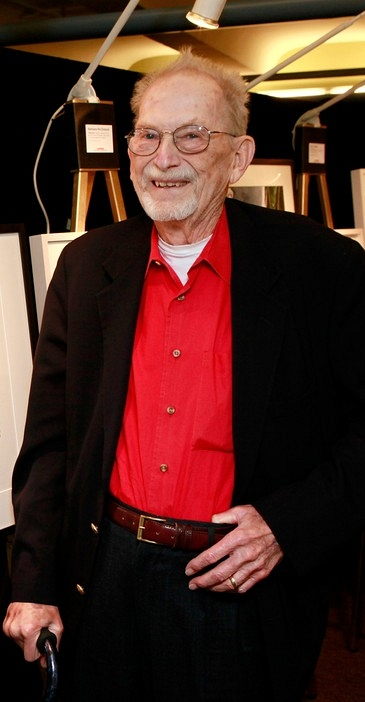
原作者ノーマン・ブリッドウェル2011年撮影

## 概要
ものすごく大きな犬クリフォードと飼い主、そしてその周りの人々を描いた作品。
スカラスティック・ブックス(Scholastic Press)が制作し、2000年から2003年までPBS Kidsで放送されたテレビアニメ『クリフォード』は成功を収め、日本でも放送された。現在もMiss Lori and Hooper枠で他のPBS番組とともに再放送が行われている。1988年、カナダのアニメ会社ネルバナがクリフォードの教育ビデオを製作し、1990年代初頭には、ワーナー・ブラザースによる、実写とアニメーションを融合したビデオも発売された。
テレビアニメ『クリフォード』は、子ども番組の中でも子供たちに生活の教訓を教える内容となっている。1回の放送につき11分の話が2本入っている。一方の話がクリフォードとその犬友達についての物語であるのに対し、もう一方がエミリー・エリザベスとその友人たちを描いた話となっていることが多い。原則的にきちんとした内容になっており、犬たちはその場に人間がいない場面では（視聴者に伝わるよう）人語で話し、人間が登場している場面では（通常人間に聞こえるような）鳴き声だけである。
ベテラン俳優ジョン・リッターがクリフォード役をすべての話で演じていた。1988年と1990年代初頭のバージョンではBrent Titcombがクリフォードの声を当てていた。彼のスケジュールにはこの番組についても書き込まれていた。テレビシリーズ最終話と映画版が完成したところで、リッターは『パパにはヒ・ミ・ツ』でABCのプライムタイム枠に戻った。 
リッターが死去した2003年9月11日という日は、PBSでClifford's Puppy Daysの初回放送が行われた日の数日後だった。

## あらすじ
クリフォードは一緒に生まれた兄弟たちよりも小さく、うまく育つとは思われなかった。誕生日プレゼントとして買うことにしたエミリー・エリザベス・ハワードの愛情によって 25 フィート (7.6 m) まで大きくなってしまい、ハワード一家は都会を出てバードウェル島に越すことになった。

## 海外版
イギリスで放送される際はイギリスの俳優による吹き替えが行われており、アメリカ合衆国で放送される際はアメリカ合衆国の声優によって、アメリカ合衆国のアクセントで吹き替えられる。なおBBC版におけるクリフォードはトム・イーストウッドが当てた。
日本ではカートゥーン ネットワークのカートゥーンニト（以前はピぽらペポら）枠で放送されている。

## 登場人物

### 動物たち
クリフォード(Clifford The Big Red Dog)
声 - ジョン・リッター/星野充昭
オスの赤い犬 。親切なうえに外向的で、よく手伝いをする。
足から頭まで15フィートという非常に大きな体をしており、それが原因でトラブルになることがある。また彼の友人や、彼と出会った人がトラブルを起こしたこともあった。また、遠くからよく見えることもあって、ある回では灯台のてっぺんをとり、霧の中、泳いでフェリーを誘導した。
ノーマン・ブリッドウェルの妻のイマジナリーフレンドが元になっている 。
飼い主のエミリー・エリザベスはクリフォードを深く愛している。
クリオ(Cleo)
声 - クリー・サマー/伊倉一恵
活発なメスのプードル。自己中心的で、よく真実を言わないためトラブルを起こしがちだが、友達思い。
" Have I ever steered you wrong?"が口癖。クリフォードとティーボーンとで行ったごっこ遊びでは "the evil Fluffy-Face"を演じた。 クリフォードの友達の一匹。 飼い主はMrs. Diller。
ティーボーン(T-Bone)
声 - ケル・ミッチェル/神谷浩史
食いしん坊な雄のブルドッグ。クリフォードの友達の一匹で、恥ずかしがり屋で警戒心が強いが、ケープをはおったヒーロー『スーパー・ティーボーン』になりきるのが好き。飼い主は ルイス保安官。
Hamburger
キーナン・トンプソン
ティーボーンの旧友。クリフォードが来る前に島を去った。
K.C
カム・クラーク
3本足の犬。飼い主はブルーノ・ヤング。ブルーノの母親を助けているように訓練されている。
マック（Machiavelli）
声 - カム・クラーク/青山穣
自分の重要性に関して得意げになっているグレイハウンド。最初はクリフォードら3匹に関しては無関心だったが、後にクリフォードらの輪に入りたがっていた。ドッグショーに出たこともある。 飼い主はジェダ。
ミミィ(Mimi)
声 - Tyisha Hampton
メスのスパニエル。時々島を訪れる。ティーボーンが片思いしたこともある。
ビリーとベティ
声  - スーザン・ブルー（ビリー）/デビ・デリーベリー（ベティ）
いたずら好きの子猫たち。
Manny
声 - フランク・ウェルカー
時々登場する老いたシュナウザー。
Artie
声 - ヘンリー・ウィンクラー
クリフォードを悪の道へ誘ったが、失敗した。その後も時々島にやってくる。

### こどもたち
エミリー・エリザベス(Emily Elizabeth Howard)
声 - グレイ・デライル/池田千草
　クリフォードの人間の友人。親しみやすく好奇心旺盛でよく人助けをする8歳児。島で最もスケートが上手で、サッカーが得意。名前はノーマン・ブリッドウェルの娘の名と、ノーマン・ブリッドウェルの妻の空想上の冒険談からきている。
　チャーリー(Charley)
　エミリー・エリザベスの親友であるジャマイカ人少年。学校のサッカーチームBirdwell Birdsで一番サッカーが上手。ハウスボートに、レストランを経営する父親と暮らしている。
　ジェダ(Jetta)
声 - キャス・スーシー/新井里美
マックの飼い主。自己中心的なお嬢様。エミリー・エリザベスの友人。しばしば他人の気持ちに気付いていないことがおおい。
登場する際はしばしばパレードを率いており、才能発掘番組では majoretteを披露した。
しばしば他人より良い成績または良い人物であることをアピールし、他人の計画に対してとても懐疑的である。
母親は島中の店のオーナーのひとりであり、Jettaの振る舞いにはあまり気にしていない。
Baby Makes Fourで、赤ん坊である弟Cosmo（声 - デビ・デリーベリー）が登場する。
ヴァズ(Vaz)
声 - en:Ulises Cuadra/よのひかり
エミリー・エザベスとチャーリーの友人。とても内気で恥ずかしがり屋で不幸な少年。才能発掘番組で手品を披露した。
ダン
声 - スーザン・ブルー
Mary
声 - キャス・スーシー
車いすに乗った少女。 Stage Struckにおいて、才能発掘番組で、歌とピアノを披露したところ一等賞をもらった。

### おとなたち
キャロラインとマーク・ハワード
声 - グレイ・デライル（キャロライン）、カム・クラーク（マーク）
エミリー・エリザベスの両親。
サミュエル(Samuel)
声 - テレンス・C・カーソン/武虎
チャーリーの父親。ジャマイカ人。Samuel's Fish and Chipsを経営している。
保安官ルイス
声 - ニック・ジェイムソン
ティーボーンの飼い主。島の保安官でサッカーのコーチ。
Deputy Brown
Hamburgerの飼い主。クリフォードが来る少し前に島を去った。
Mrs. Diller
クレオの飼い主。第23話T-Bone, Dog About Town で船酔いした。
ホリスとバイオレット・ブリークマン
声 - アール・ボーエン（ホリス）、エディ・マックラーグ（バイオレット）/小谷津央典（ホリス）
ハワード家の隣人である夫婦。ホリスはクリフォードのたてる音や、クリフォードの不注意による破壊にしばしば嘆いており、"King Sized Canine"と呼んだこともあった。ホリスにはコートニー・アンバーというポップスターの姪もいる。
'The Dog Park'において、ホリスが犬（特にクリフォード）をとても嫌っており、島のいたるところに犬お断りの看板を立てて皆を悲しませた。バイオレットは夫に、彼のせいで誰も来なくなったとぼやいたため、犬お断りの看板を撤去した。
Dr. Dihn
声：ハウナニ・ミン
Birdwell島の獣医。
Fire Chief Campbell
声 - テレンス・C・カーソン
島の消防団のリーダー。
Ms. Carrington
声 - グレイ・デライル
学校の先生。 Wedding Bell BluesでMrs. Grumbly （声 - キャロル・バキリタ）の後任として島の学校に赴任してくる。
Mr. Kibble
グルーマー兼ペットショップのオーナー。
ブルーノ・ヤング(Bruno Young)
声 - ケビン・マイケル・リチャードソン
K.C.の飼い主。
ビクターとペドロ
声 - トニー・プラナ
島のドックで働く作業員。

## テレビアニメ版スタッフ
- 音声演出: スーザン・ブルー

## 日本語訳
- 『おおきいあかい クリフォード』ビクターエンタテインメント　2006年

## エピソード
| 話数 | 邦題                                | 原題                       | 日本放送日    |
| ---- | ----------------------------------- | -------------------------- | ------------- |
| 1    | いちばんの親友                      | My Best Friend             | 2003年 9月1日 |
| 2    | とくべつな届け物                    | Special Delivery           | 9月2日        |
| 3    | 一生懸命がいちばん                  |                            | 9月3日        |
| 4    | クリオがやってきた                  |                            | 9月4日        |
| 5    | クリフォードと豆の木                | Clifford and the Beanstalk | 9月5日        |
| 6    | あたらしい友達                      | A New Friend               | 9月8日        |
| 7    | ピーちゃんといっしょ                |                            | 9月9日        |
| 8    | 嵐がやってくる                      | Stormy Weather             | 9月10日       |
| 9    | クリフォードの秋祭り                | Clifford's Carnival        | 9月11日       |
| 10   | バードウェル島へ ようこそ           |                            | 9月12日       |
| 11   | フェリー物語                        | A Ferry Tale               | 9月15日       |
| 12   | ザ・ビッグレッドショー              |                            | 9月16日       |
| 13   | サーカスの大スター                  | Circus Stars               | 9月17日       |
| 14   | 最高の誕生日パーティ                | The Best Party Ever        | 9月18日       |
| 15   | ばあ                                | Boo!                       | 9月19日       |
| 16   | 戻ってきてマック                    | Come Back, Mac             | 9月22日       |
| 17   | ティーボーンと ハリネズミのおもちゃ |                            | 9月23日       |
| 18   | タイタニックにも 負けないぞ         |                            | 9月24日       |
| 19   | みんなで仲良く                      |                            | 9月25日       |
| 20   | 約束は 守らなきゃ!                  |                            | 9月26日       |
| 21   | びっくりした？ クリフォード         |                            | 9月29日       |
| 22   | 先生のお気に入り                    | Teacher's Pet              | 9月30日       |
| 23   | おなかいっぱい                      |                            | 10月1日       |
| 24   | ぼくは強いぞ！                      |                            | 10月2日       |
| 25   | かゆくてたまらない                  |                            | 10月3日       |
| 26   | 犯人はだれ？                        |                            | 10月6日       |
| 27   | ほんものの友達                      |                            | 10月7日       |
| 28   | マックのひみつクラブ                | Mac's Secret Dog Club      | 10月8日       |
| 29   | ふわふわなクリオ                    | Fluffed Up Cleo            | 10月9日       |
| 30   | スカンクが出た！                    |                            | 10月10日      |
| 31   | 小さいクリフォード                  |                            | 10月13日      |
| 32   | リーダーごっこ                      |                            | 10月15日      |
| 33   | 失敗してもいいんだよ                |                            | 10月16日      |
| 34   | 公園はだれのもの？                  |                            | 10月20日      |
| 35   | ティーボーンの花火大会              |                            | 10月21日      |
| 36   | バードウェル島 のえらい人           |                            | 10月22日      |
| 37   | チーム・ワーク                      |                            | 10月23日      |
| 38   | 宇宙船クリフォード                  |                            | 10月24日      |
| 39   | ひさしぶりだね クリフォード         |                            | 10月27日      |
| 40   | クリフォードのパレード              | Clifford on Parade         | 10月28日      |
| 41   | さよなら ティーボーン               | Good-Bye T-Bone            |               |
| 42   | はじめてのお泊り                    |                            |               |
| 43   | かっこいいぞ ティーボーン           |                            |               |
| 44   | うらやましくなんかないよ            |                            |               |
| 45   | お似合いだよ ティーボーン           |                            |               |
| 46   | ドロボウをさがしだせ                |                            |               |
| 47   | 友達になろう                        |                            |               |
| 48   | クリフォードの子守り                |                            |               |
| 49   | クリフォードの足型                  |                            |               |
| 50   | クリオが泊まりにやってくる          |                            |               |
| 51   | クリフォードの犬小屋                |                            |               |
| 52   | しゃっくりが止まらない              | Clifford's Hiccups         |               |
| 53   | クリフォードの大そうじ              |                            |               |
| 54   | ジェタの大きなオウム                |                            |               |
| 55   | みんなでパーティー                  | It's My Party              |               |
| 56   | 大事な友達                          |                            |               |
| 57   | お花がいっぱい                      |                            |               |
| 58   | さかさまの日おめでとう              |                            |               |
| 59   | 友達だもの                          |                            |               |
| 60   | お気に入りの毛布                    | Blanket Blues              |               |